# Подстениці
Подстениці (словен. Podstenice) — поселення в общині Доленьське Топлице, регіон Південно-Східна Словенія, Словенія. Висота над рівнем моря: 578,9 м.